# コルンバ・ブッシュ
コルンバ・ブッシュ（Columba Bush、1953年8月17日 - ）は、43代目フロリダ州知事であるジェブ・ブッシュの夫人である。43代目アメリカ合衆国大統領ジョージ・W・ブッシュの義妹に当たる。カトリック教徒である。

## 来歴
1953年8月17日にメキシコのグアナフアト州レオンに誕生し、コルンバ・ガルニカ・ギャロ（Columba Garnica Gallo）と名付けられた。コルンバの両親は、出稼ぎ労働者の父ホセ・マリア・ガルニカと、その妻ジョゼフィーナ・ギャロだったが、両親は、コルンバが10歳のときに離婚した。コルンバは1971年に外国為替の講座で、英語を教えにレオンへ来ていたジェブと出会い、3年後の1974年2月23日にテキサス州オースティンで結婚した。ジェブはコルンバと結婚した影響で大学卒業後もスペイン語に堪能である。
夫妻は、3人の子（ジョージ・プレスコット・ブッシュ、ノエル・ブッシュ、ジェブ・ブッシュ・ジュニア）をもうけた。

## 税関との衝突
1999年6月に5日間のパリ旅行で購入した19,000ドル相当の衣服や宝石を関税を納めずに入国するために税関職員を欺こうとしたが、露呈して大きく報じられた。